# Jan Johannes Wieringa
Jan Johannes Wieringa, né en 1967, est un botaniste et taxonomiste néerlandais, spécialiste de la flore d'Afrique centrale, notamment du Gabon et du Cameroun.

## Biographie
Diplômé de l'université de Wageningue en 1991, il y a été assistant de recherche de 1991 à 1995 pour étudier les Caesalpinioideae africaines.